# Eckhausen
Eckhausen ist ein Ortsteil der Gemeinde Much im Rhein-Sieg-Kreis.

## Lage
Eckhausen liegt auf den Hängen des Bergischen Landes. Nachbarorte sind Gerlinghausen im Nordosten, Bövingen im Süden und Neverdorf im Norden.

## Geschichte
Der Ort wurde 1795 erstmals urkundlich erwähnt wegen der Schlacht am Hohnsberg.
1830 hatte Eckhausen 58 Bewohner.
1865 bis 1969 gab es im Dorf eine Schule.
Von 1874 bis 1967 war Eckhausen ein Kapellenort.
1901 hatte das Dorf 103 Einwohner, u. a. die Familien Kemmerling und Willms. Neben Ackerern gab es hier auch zwei Lehrer, einen Nagelschmied, einen Wirt und Schmied und einen Klempner.

## Dorfleben
Die Hofgemeinschaft nimmt am Karnevalszug in Much teil, organisiert ein Maifest, Sommerfest, Senioren- und Junioren-Frühschoppen und Sankt Martins-Singen.